# 海南市立北野上中学校
海南市立北野上中学校（かいなんしりつ きたのかみちゅうがっこう）は、和歌山県海南市にあった市立中学校。

## 概要
開校当時は、海南市立北野上小学校の講堂兼用の教室や図書室などを間借りしていたが、昭和23年6月1日に新校舎に移転した。当時は260名を数えていた生徒数が、昭和40年代に入り130名前後に減少し、将来小規模校に転落する状況になり、校舎の老朽化と合わせ、教育内容の多様化、充実化を求める声とともに、海南市立野上中学校との統合の方針が打ち出された。昭和45年に海南市立野上中学校と統合し、海南市立東海南中学校となった。

## 沿革
- 1947年（昭和22年）4月15日 - 初代教官発令される。
- 1947年（昭和22年）5月3日 - 開校。
- 1947年（昭和22年）7月16日 - PTA結成。
- 1948年（昭和23年）3月26日 - 第一校舎三教室上棟。
- 1948年（昭和23年）4月17日 - 本館上棟。
- 1948年（昭和23年）6月1日 - 新校舎に移転。
- 1948年（昭和23年）9月12日 - 第二校舎三教室上棟。
- 1949年（昭和24年）10月4日 - 家庭科実習室、校務員室竣工。
- 1952年（昭和27年）4月15日 - 講堂、特別教室上棟。
- 1952年（昭和27年）10月2日 - 運動場拡張。
- 1955年（昭和30年）4月10日 - 市村合併により、北野上村立北野上中学校から海南市立北野上中学校と改称される。
- 1958年（昭和33年）6月22日 - 図書館竣工。
- 1965年（昭和40年）6月7日 - 小中学校共用プール完成。
- 1970年（昭和45年）3月31日 - 閉校。